# Betamorpha fusiformis
Betamorpha fusiformis är en kräftdjursart som först beskrevs av Barnard 1920.  Betamorpha fusiformis ingår i släktet Betamorpha och familjen Munnopsidae. Inga underarter finns listade i Catalogue of Life.